# Николсон, Артур
Артур Николсон, 1-й барон Карнок (англ. Arthur Nicolson, 1st Baron Carnock; 19 сентября 1849 — 5 ноября 1928) — английский дипломат и политик. Занимал ряд дипломатических должностей, в частности, посла Великобритании в Испании (1904—1905) и России (1906—1910), а также постоянного заместителя министра иностранных дел (1910—1916). Член Тайного совета Великобритании.

## Биография
Старший сын адмирала сэра Фредерика Николсона, 10-го баронета и его жены Мэри Лох. Образование получил школе Рагби и Брасенос-колледже (Оксфорд). В 1899 году унаследовал титул баронета у своего отца. Был возведен в звание пэра как барон Карнок из Карнока в графстве Стерлингшир в Баронетстве Новой Шотландии.

## Дипломатическая карьера
- Секретарь Министерства иностранных дел — 1870—1874
- Секретарь лорда Гренвилла — 1872—1874
- Сотрудник британского посольства в Берлине — 1874—1876
- Сотрудник британского посольства в Пекине — 1876—1878
- Поверенный в делах Великобритании в Афинах — 1884—1885
- Поверенный в делах Великобритании в Тегеране — 1885—1888
- Генеральный консул в Будапеште — 1888—1893
- Сотрудник британского посольства в Константинополе — 1894
- Министр Танжера — 1894—1904
- Посол Великобритании в Испании — 1904
- Посол Великобритании в России — 1906—1910
- Секретарь Министерства иностранных дел — 1910—1916.

В 1906 г. представлял Великобританию на Альхесирасской конференции по решению Танжерского кризиса.

## Награды
- Кавалер Ордена Святого Михаила и Святого Георгия (1886)
- Рыцарь-командор Ордена Индийской империи (1888)
- Рыцарь-командор Ордена Бани (1901)
- Рыцарь-командор Королевского Викторианского ордена(1903)
- Большого креста Королевского Викторианского ордена (1905)
- Рыцарь Великого (Большого) Креста Ордена Святого Михаила и Святого Георгия (1906)
- Рыцарь Большого креста Ордена Бани (1907)

Его сын Гарольд Никольсон, дипломат, политик, историк, муж писательницы Виты Сэквилл-Уэст.